# Dave Cowens
David William Cowens (ur. 25 października 1948 w Newport) – amerykański koszykarz, występujący na pozycji środkowego, dwukrotny mistrz NBA, członek Koszykarskiej Galerii Sław. 
Mierzący 203 cm wzrostu koszykarz studiował na Florida State University. Do NBA został wybrany w drafcie 1970 przez Boston Celtics. W organizacji tej spędził 10 lat (1970-80). W pierwszym sezonie został wybrany debiutantem roku. W 1973 był MVP rozgrywek. W 1975 był drugi w głosowaniu na MVP. W 1974 zdobył swój pierwszy tytuł mistrzowski, ponownie wywalczył go w 1976. 
Podczas rozgrywek 1974/1975 zajął drugie miejsce w głosowaniu na MVP fazy zasadniczej.
W sezonie 1978-79 krótko był grającym trenerem Celtics, z bilansem wygranych do porażek 2-12. 
Karierę zawodniczą zakończył w 1980, jednak w 1982 wrócił na parkiety NBA w barwach Milwaukee Bucks. Po sezonie ostatecznie odszedł na sportową emeryturę.
Siedem razy brał udział w NBA All-Star Game (MVP w 1973). W 1996 znalazł się wśród 50 najlepszych graczy występujących kiedykolwiek w NBA. Jako trener pracował m.in. w Charlotte Hornets oraz Golden State Warriors.

## Osiągnięcia

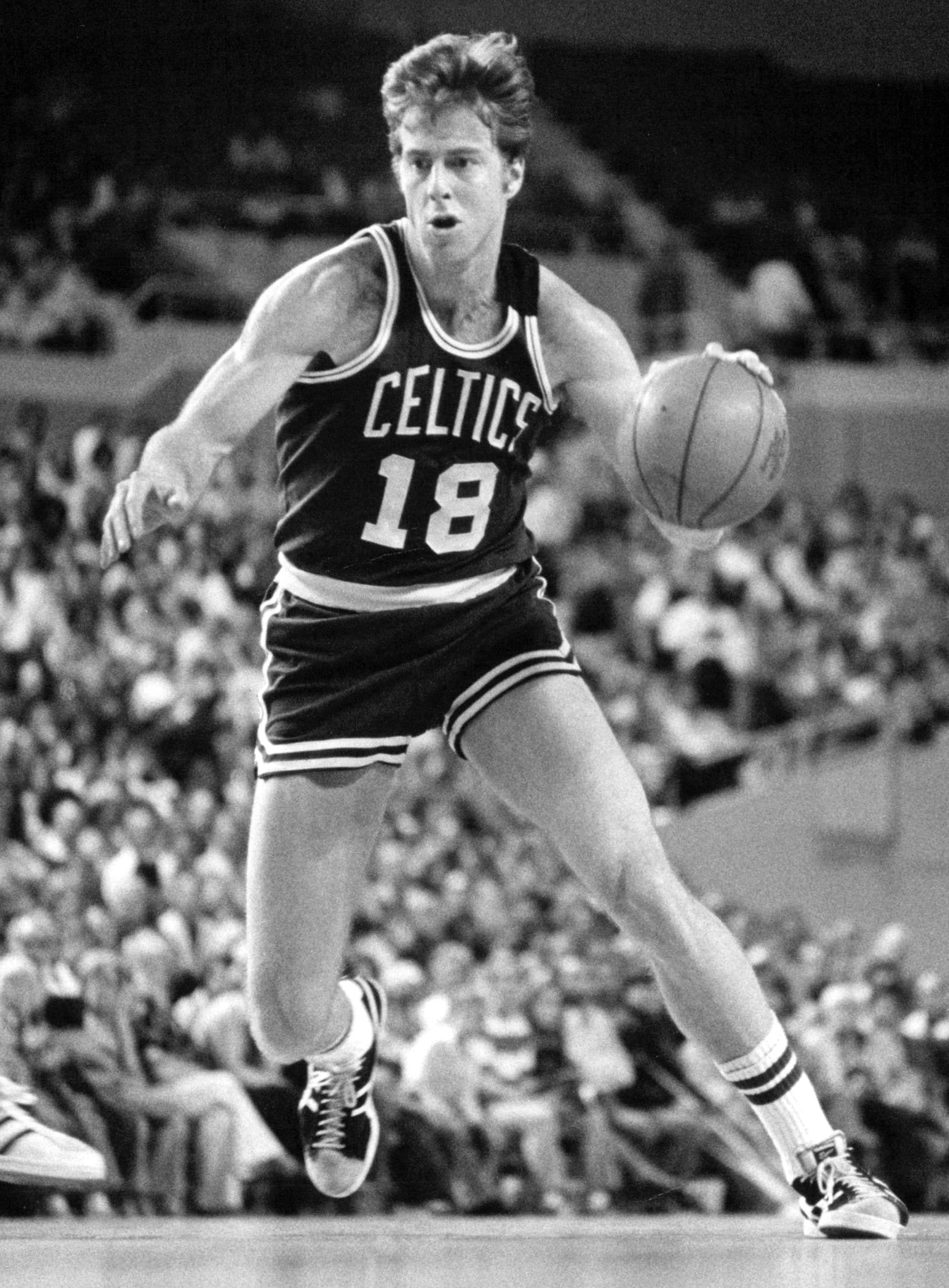
Cowens w 1976.

### NCAA
- Uczestnik turnieju NCAA (1968)
- Zaliczony do:
  - II składu All-American (1970 przez Sporting News)
  - Akademickiej Galerii Sław Koszykówki (2006)[7]

### NBA
- dwukrotny mistrz NBA (1974, 1976)[8]
- MVP:
  - sezonu regularnego NBA (1973)[9]
  - meczu gwiazd NBA (1973)[10]
- Uczestnik meczu gwiazd:
  - NBA (1972–1978)[11]
  - Legend NBA (1986–1993)[12]
- Wybrany do:
  - I składu:
    - defensywnego NBA (1976)[13]
    - debiutantów NBA (1971)[14]

  - II składu:
    - NBA (1973, 1975–1976)[15]
    - defensywnego NBA (1975, 1980)[13]

  - grona 50 najlepszych zawodników w historii NBA (NBA’s 50th Anniversary All-Time Team – 1996)[16]
  - składu najlepszych zawodników w historii NBA, wybranego z okazji obchodów 75-lecia istnienia ligi (2021)[17]
  - Koszykarskiej Galerii Sław (Naismith Memorial Basketball Hall Of Fame - 1991)[18]
- Debiutant Roku NBA (1971)[19]
- Klub Boston Celtics zastrzegł należący do niego w numer 18[20]
- Lider play-off w średniej zbiórek (1975, 1976)[21]